# Ardeadoris egretta
Ardeadoris egretta es una especie de babosa de mar, del orden nudibranchia, un molusco gasterópodo sin concha de la familia Chromodorididae. Se trata de la especie tipo de su género.

## Distribución
Fue descrita en el arrecife Escape Reef y otras localizaciones de la Gran Barrera de Coral australiana. Se encuentra en el Océano Índico y el Pacífico occidental en Malasia, Indonesia y las Islas Solomon.

## Descripción
Los bordes del manto son amarillos, y puede llegar a medir 12 cm.